# Decoherentie
Decoherentie is in de kwantummechanica het mechanisme waardoor de coherentie-eigenschappen van bepaalde kwantumtoestanden geheel of gedeeltelijk worden onderdrukt. Dit verschijnsel is met name van belang om processen in de klassieke natuurkunde te koppelen aan kwantummechanische processen. 

## Beschrijving
In de kwantummechanica kan een systeem zich in een superpositie van eigentoestanden bevinden: de verwachte meetwaarde is onbepaald en de waarnemer onbekend. Het systeem bevindt zich zodoende in feite in meerdere toestanden gelijktijdig. Deze onbepaalde eigenschappen kunnen leiden tot kwantumverschijnselen die met klassieke natuurkunde niet te verklaren zijn, bijvoorbeeld interferentie van een deeltje met zichzelf. Anderzijds kan een kwantummechanisch systeem zich ook in een gemengde toestand bevinden. Dan verkeert de waarnemer in onzekerheid, net als bij een klassieke toevalsproces, zonder dat de verschillende kwantumtoestanden gelijktijdig bestaan.
De Schrödinger-vergelijking, die binnen de kwantummechanica wordt toegepast om de golffuncties van geïsoleerde fotonen en de daarmee verband houdende interferentiepatronen te verklaren, kan worden doorgetrokken naar allerlei natuurkundige verschijnselen buiten de kwantumwereld waarbij deeltjes op elkaar botsen. Daarbij blijkt dat een "bombardement" van fotonen of luchtmoleculen op een willekeurig voorwerp altijd een zekere verstoring van de coherentie, ofwel van de golffunctie van dat voorwerp tot gevolg heeft. Hierdoor worden interferentie-effecten en daarmee de voor de kwantumwereld kenmerkende kwantumonzekerheden tenietgedaan. Zo is het bijvoorbeeld ook mogelijk om met behulp van meetinstrumenten de exacte plaats van een elektron te bepalen, zonder dat het instrument vanwege de kwantumonzekerheid daarbij twee verschillende waarden tegelijkertijd zou aangeven.
Decoherentie treedt anders gezegd op wanneer een (microscopisch) gesloten systeem en de (macroscopische) omgeving door wisselwerking onomkeerbaar veranderen en er onder meer kwantumverstrengeling optreedt. Bij een toestand van kwantummechanische superpositie treedt in dit geval geen interferentie op tussen de golffuncties van het systeem en zijn omgeving. Als de superpositie een golffunctie is, kan decoherentie  verschijnselen als het ineenstorten van de golffunctie verklaren, maar daarover is nog debat. Het blijft verder ook een open vraag hoe het komt dat van de verschillende mogelijke uitkomsten die door golffuncties worden vertegenwoordigd, er als gevolg van decoherentie steeds één bepaalde uitkomst wordt gerealiseerd en waar de overige "kandidaten" dan blijven.
Decoherentie kan zodoende ook worden gezien als het verlies van informatie van een systeem aan de omgeving. 

## Geschiedenis
Het verschijnsel decoherentie werd in 1970 voor het eerst uiteengezet in een artikel door H. Dieter Zeh en later verder uitgewerkt door onder meer Erich Joos.

## Problemen
Het verschijnsel decoherentie vormt een probleem voor de nog hypothetische kwantumcomputer, omdat de nauwkeurigheid hiervan sterk afhangt van een ongestoorde coherentie op kwantummechanisch niveau. 